# 지천

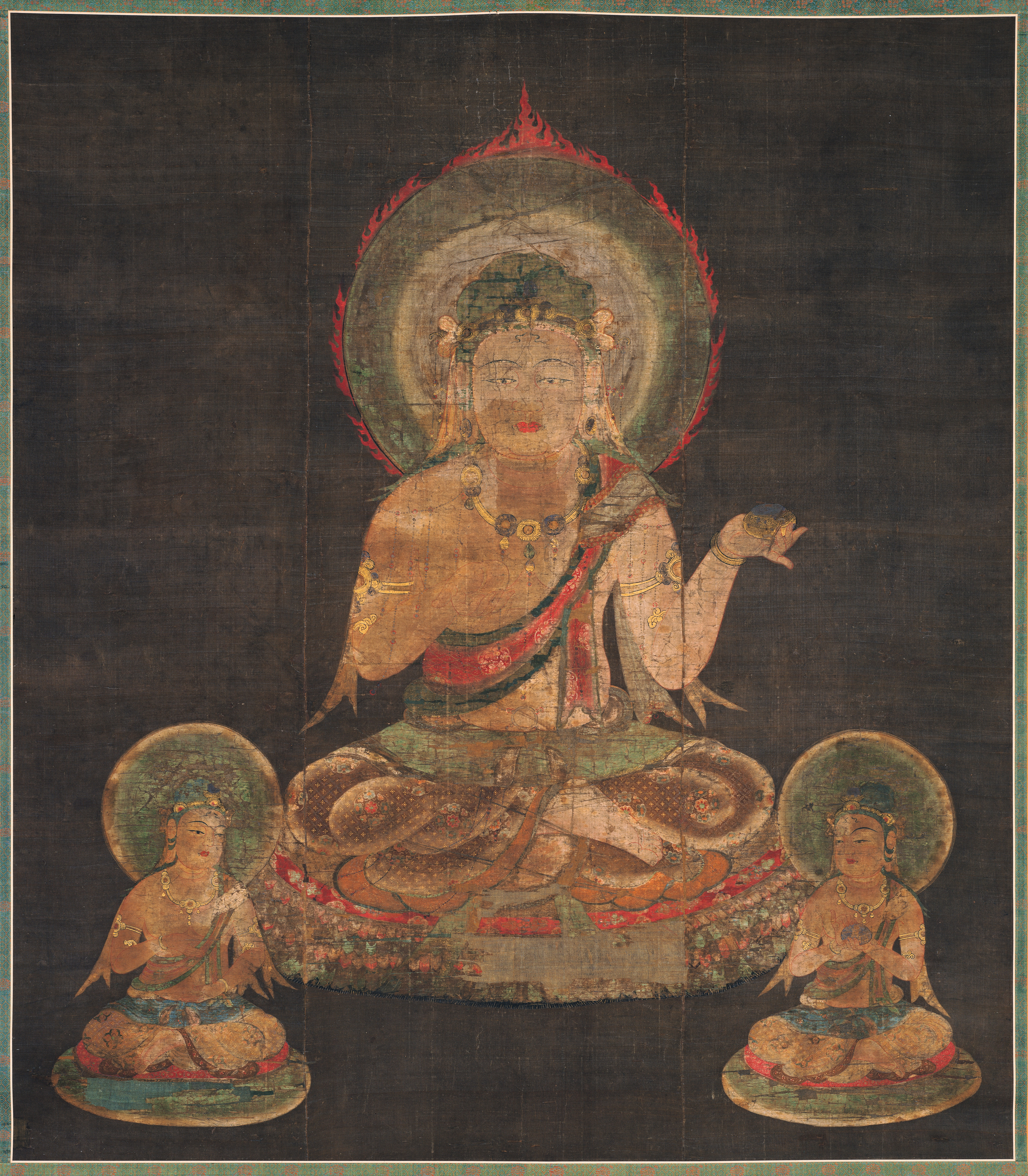
일본의 지천과 관련된 삽화.

지천(地天, 산스크리트어: पृथ्वी 프리티비)은 불교의 수호신인 천부 중 하나이다. 고대 인도의 신 프리티비가 불교에 편입된 것으로서 십이천(十二天)에 포함되어 있는 것으로 보인다.